# Köpenhamns zoo

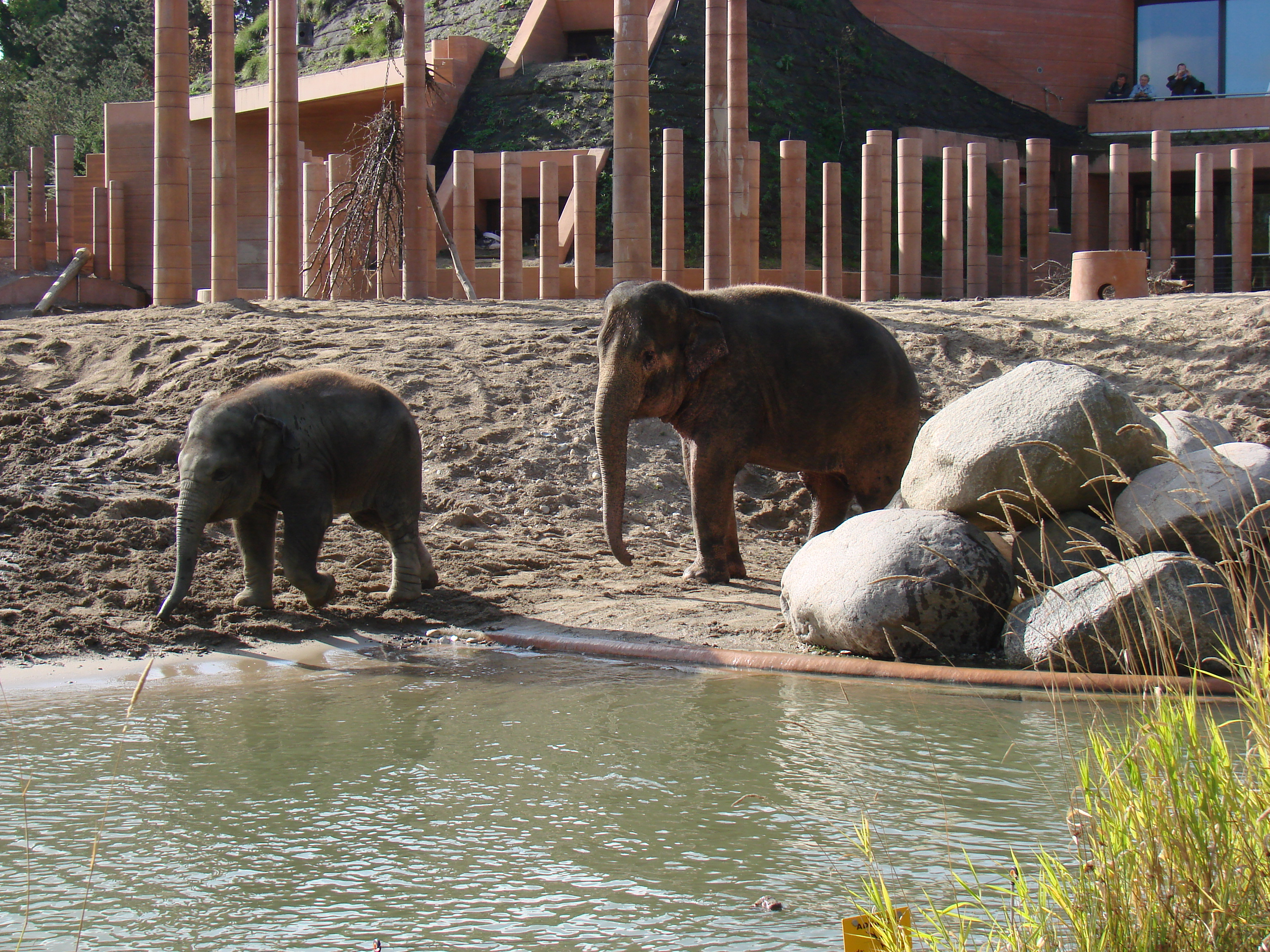
Elefanter på Köpenhamns zoo (2008).

Köpenhamns zoo, København Zoo, Zoologisk Have i København, är en djurpark på Valby Bakke i Frederiksbergs kommun i Danmark.
Köpenhamns zoo är Danmarks största djurpark med omkring 3 300 djur, fördelade på 264 arter. Köpenhamns zoo är den enda park utanför Australien som visar tasmansk djävul.
Det är landets tredje största attraktion med 1,3 miljoner besökare årligen. Tillika är djurparken en av Europas äldsta, öppnad 1859. Det är den enda zoologiska trädgård i Norden som visar djur från samtliga världsdelar. Däremot har parken inget akvarium, men det finns i utkanten av Köpenhamn, på Den Blå Planet.
År 2014 avlivade djurparken en giraff för att förhindra inavel. Händelsen väckte stor uppmärksamhet och djurparkens vetenskapliga direktör dödshotades.